# Rotumanski jezik
Rotumanski jezik (rotuna, rutuman; ISO 639-3: rtm), austronezijski jezik s Fidžija, kojim govori 9 000 ljudi (1991 UBS), od čega 2 500 na otoku Rotuma. Jedini je predstavnik rotumanske podskupine zapadnofidžijskih-rotumanskih jezika. 
Piše se latinicom, a današnji sistem pisanja prilagođenom njihovom jeziku izumio je engleski metodistički misionar vlč. C. M. Churchward, napisavši i  "Rotumansku gramatiku i rječnik".

## Vanjske poveznice
- Ethnologue (14th)
- Ethnologue (15th)
- Rotuman Language And Culture  Arhivirana inačica izvorne stranice od 30. svibnja 2010. (Wayback Machine)